# バルデナス・レアレス

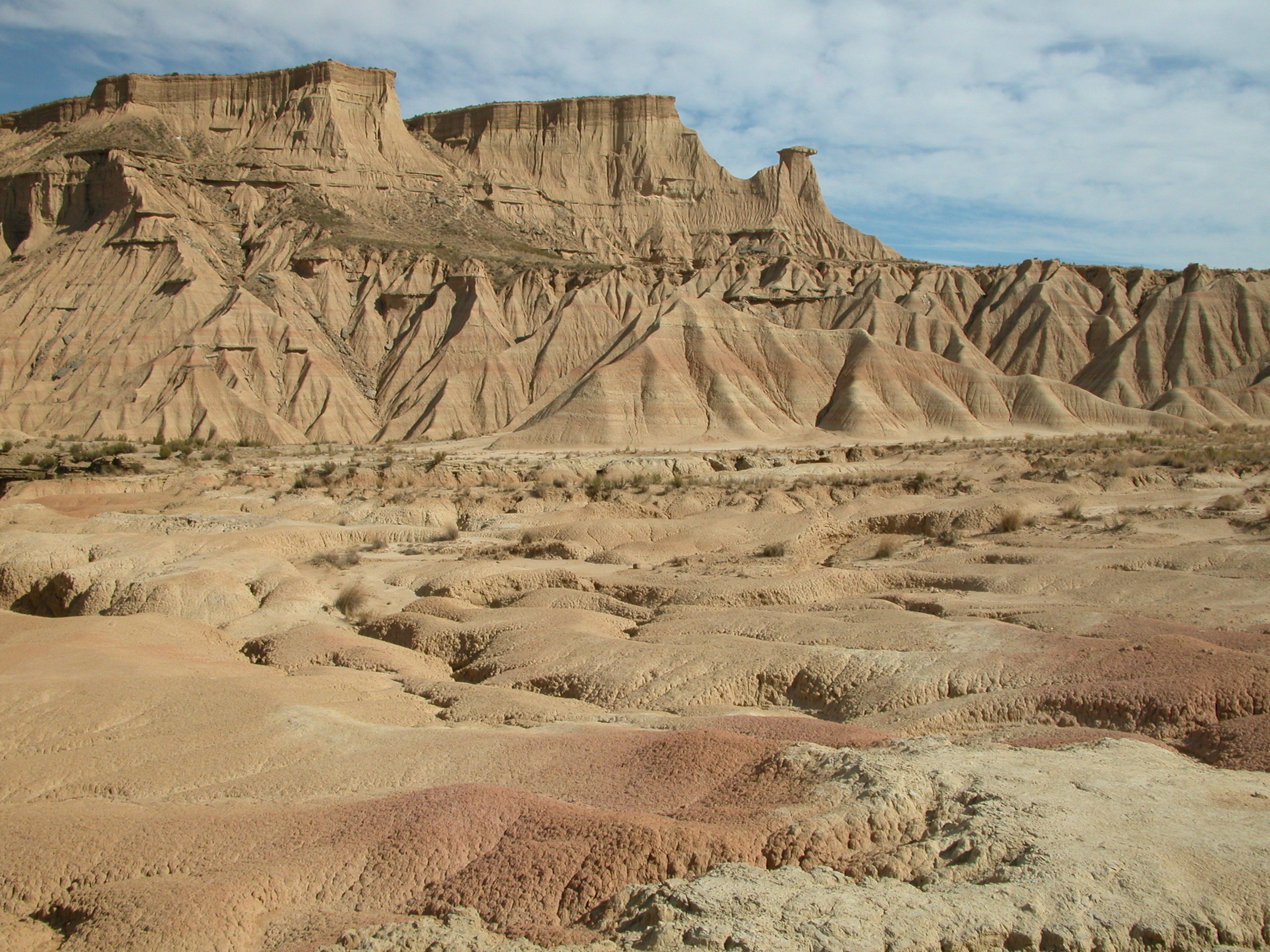
白バルデナにあるラ・ピスケラ

バルデナス・レアレス(スペイン語: Bardenas Reales)は、スペイン・ナバーラ州とアラゴン州にまたがる半乾燥自然地域もしくは不毛地帯である。41,845ヘクタールの面積を持つ。

## 地理
粘土、チョーク、砂岩から成る土壌は水と風によって浸食されたことで、驚くべき形態の峡谷、台地、平らな構造、カベサとも呼ばれる孤立丘を形成している。バルデナスは居住地域を欠いており、植生は乏しく、領域を横断する多くの小川は際立って季節的な差異が激しく、年間の大部分は乾燥している。土壌に塩分が多く、アラル海・カスピ海一帯の低地にも生える塩生植物はここの優占種である。また、黒バルデナ地区にはアレッポマツの森林がある。一帯にはシロエリハゲワシ、エジプトハゲワシ、イヌワシ、ハヤブサなどの猛禽類およびノガン、ヒメノガン、イシチドリ、クロハラサケイ、デュボンヒバリなどの鳥類が生息している。
バルデナスの大部分はアラゴン州・サラゴサ県との境界に近いナバーラ州南東部にあり、エブロ川が形成する窪地の中央部に位置している。南北には45km、東西には24kmであり、標高は280mから659mの範囲にある。面積は41,845ヘクタールである。行政区分としては16の自治体に分けられ、うち13自治体がナバーラ州に、3自治体がサラゴサ県にある。ナバーラ州の自治体はバルティエラ、アルゲダス、カルカスティーリョ、サンタカラ、メリダ、ラダ、カパロッソ、ビリャフランカ、カドレイタ、トゥデラ、カバニリャス、フスティニャーナ、ブニュエルであり、サラゴサ県の自治体はタウステ、エヘア・デ・ロス・カバリェロス、サダバである。バルデナスはいくつかの区域に分けることができ、主に白バルデナ（Bardena Blanca）と黒バルデナ（Bardena Negra）に分けられるが、大きな特色を持つ他の小地域に分けることもある。
1999年公開の映画『007 ワールド・イズ・ノット・イナフ』に登場する「カザフスタンの原子力施設」の外観はバルデナス・レアレスで撮影された。1999年、主要部分（39,274ヘクタール）が自然公園に認定された。2000年11月7日、ユネスコの生物圏保護区（ユネスコエコパーク）に登録された。2000年9月には映画『ドンキホーテを殺した男』の一部がバルデナス・レアレスで撮影されたが、NATOの航空基地が近いため軍用機の騒音に悩まされたり、鉄砲水でセットが破壊されるなどのトラブルで撮影中に製作が中止された。この様子はロスト・イン・ラ・マンチャとして公開された。

## 区分

### 白バルデナ
白バルデナはバルデナスの中央部であり、より砂漠化が進行している地域である。広大な平原や河川の流れがある深い峡谷を特徴としている。白バルデナという名称は、土壌中の豊富な石膏分に起因して大地の表面に広がる白塩の存在に由来する。白バルデナは下白と上白の二つの地域にわけることができる。下白はバルデナス全体でもっとも窪んだ地域であり、上白はピスケーラやエグアラスからカルカスティーリョに伸びている。

### 黒バルデナ
黒バルデナはバルデナスの南東部であり、ナバーラ州とアラゴン州の境界付近に位置している。異なる高度の台地で構成され、崖下を流れる河川によって台地が分断されている。黒バルデナは植生で覆われている。

### 中央高地
周辺地域よりも100mほど高い中央高地ではトウモロコシが成長する。中央高地は第三紀と第四紀の土壌によって形成され、ピレネー山脈やスペイン中央部の山脈の形成にも関連した圧力によって隆起した。中央高地はエブロ平原の崩壊を引き起こし、カタラナ・コスタル山系によって囲まれた内海を形成した。堆積物は始新世以降に浸食され、これらは頂上に残る砂利や砂岩となり、粘土と石灰岩は低い斜面を占めた。また、粘土は中央部に残り、石灰岩と石膏が周縁部を形成した。砂利、砂岩、粘土はすべて沖積堆積物となり、砂岩と粘土の混合物は、中心部と周縁部の間にふたつの山脈を形成した。堆積物の厚みは4mに達している可能性がある。1,000万年前、南部の境界に沿って水の浸食を始めたエブロ川を残して、この盆地は地中海とつながって水が排出され、これによって比較的平らな土地が残った。浸食の折り畳み効果は柔らかい物質と硬い物質が交互に重なることで引き起こされた。地層が水平である場合、カベサと呼ばれる孤立丘が形成される。

## ギャラリー

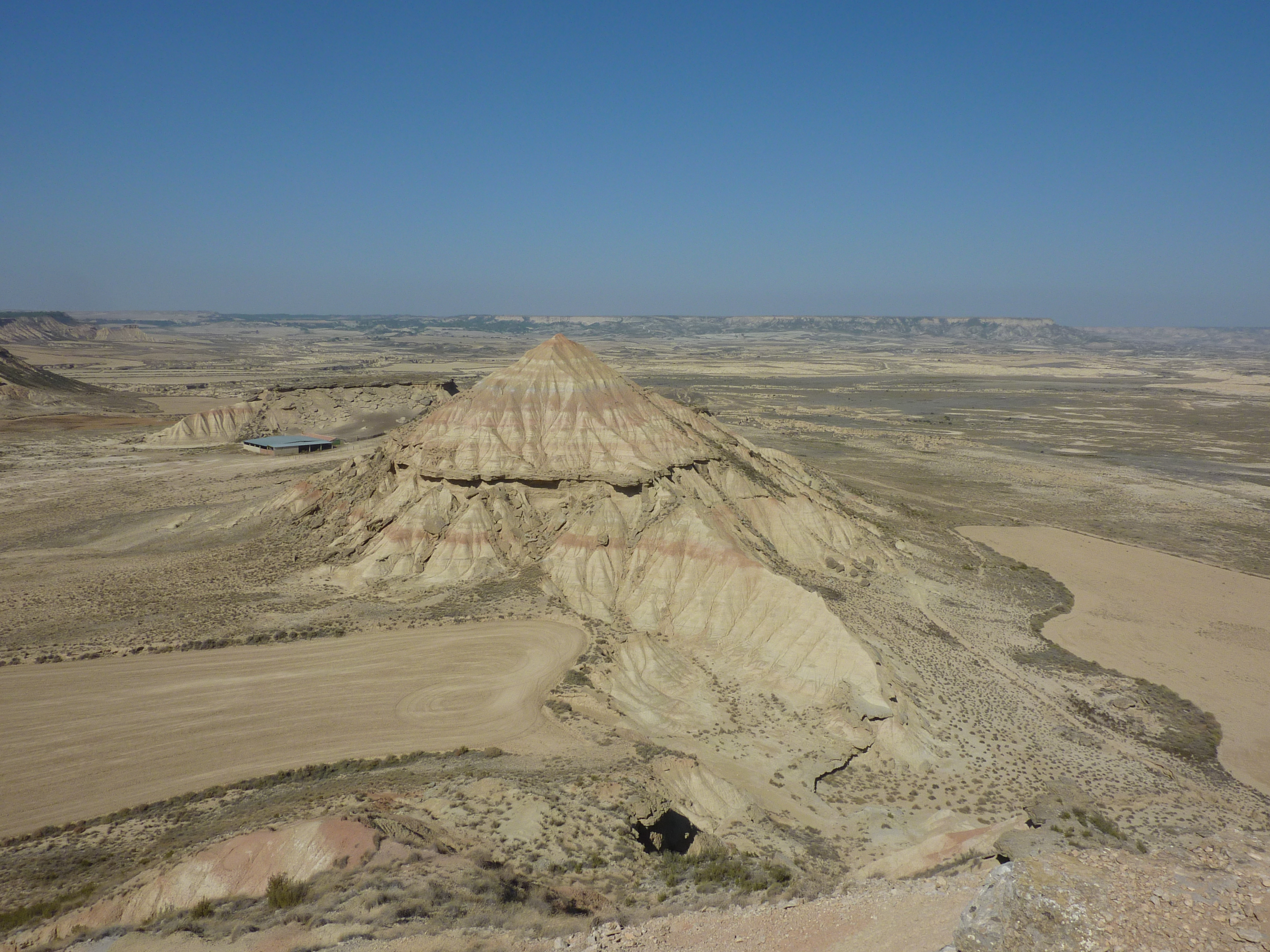
白バルデナ
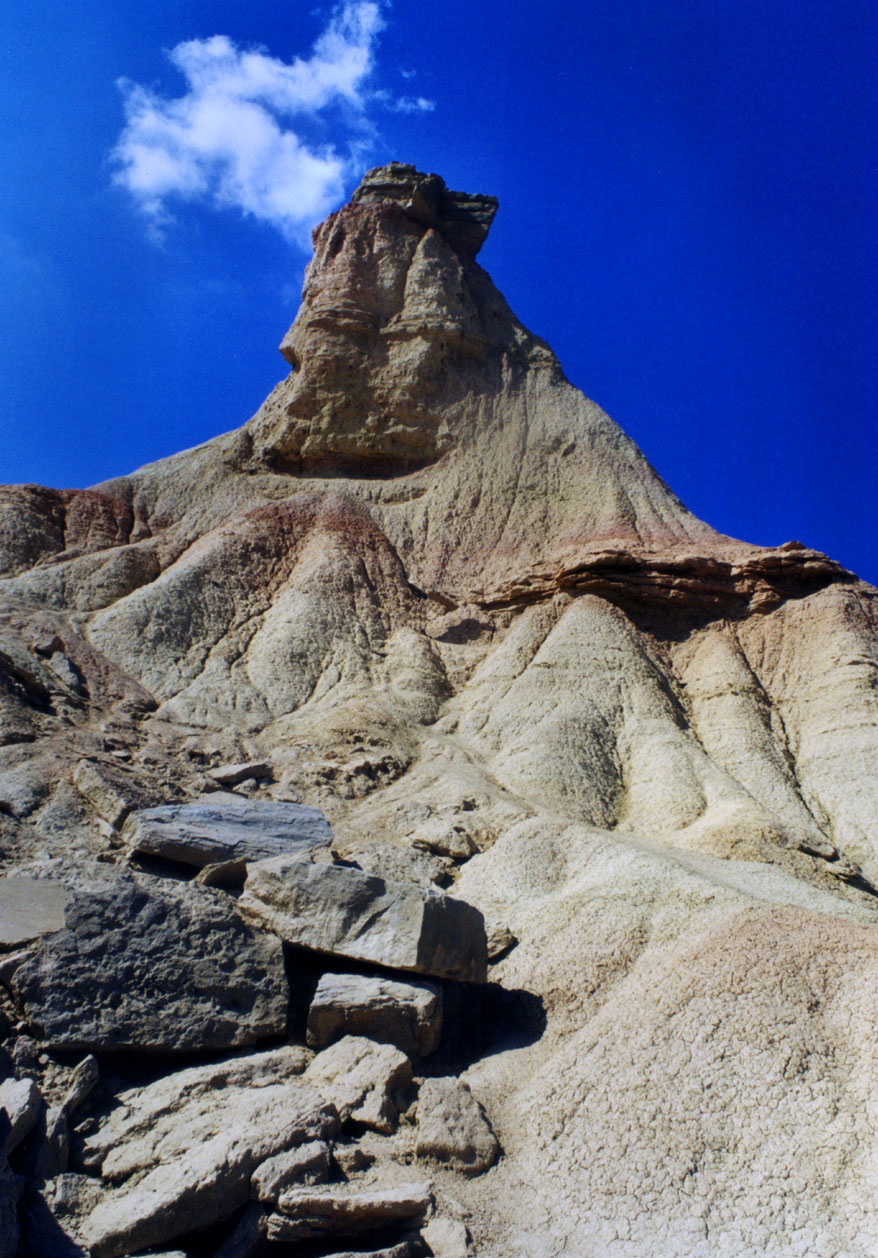
カスティルデティエラ峰
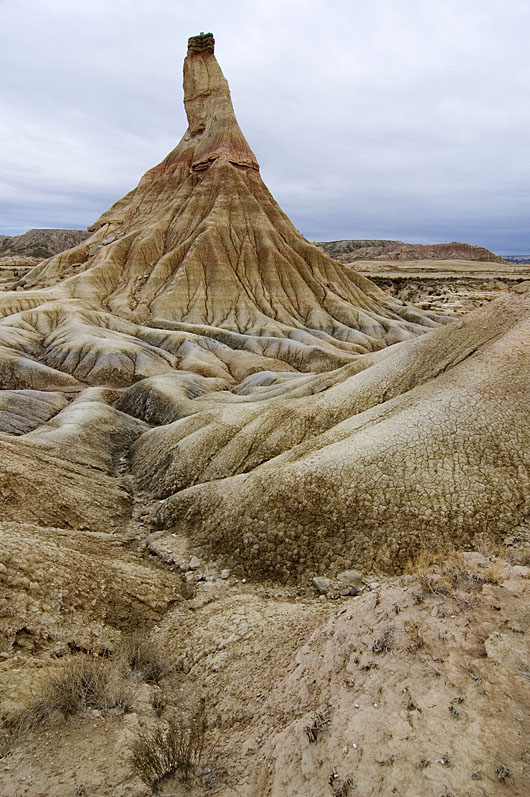
孤立丘
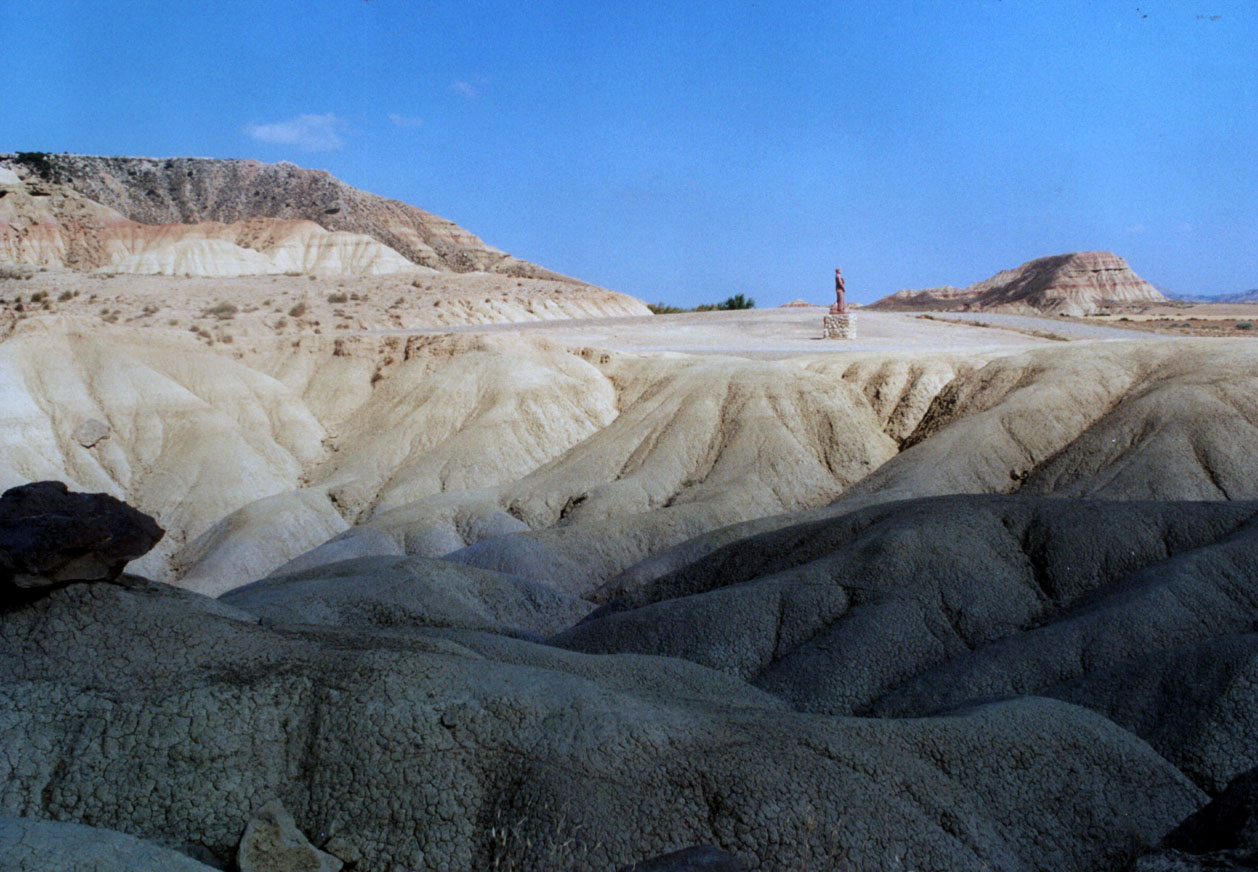
侵食谷
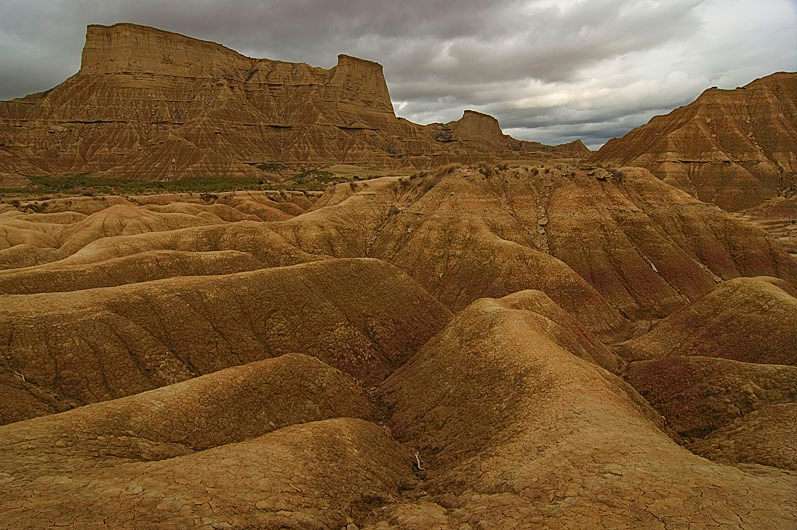
峡谷
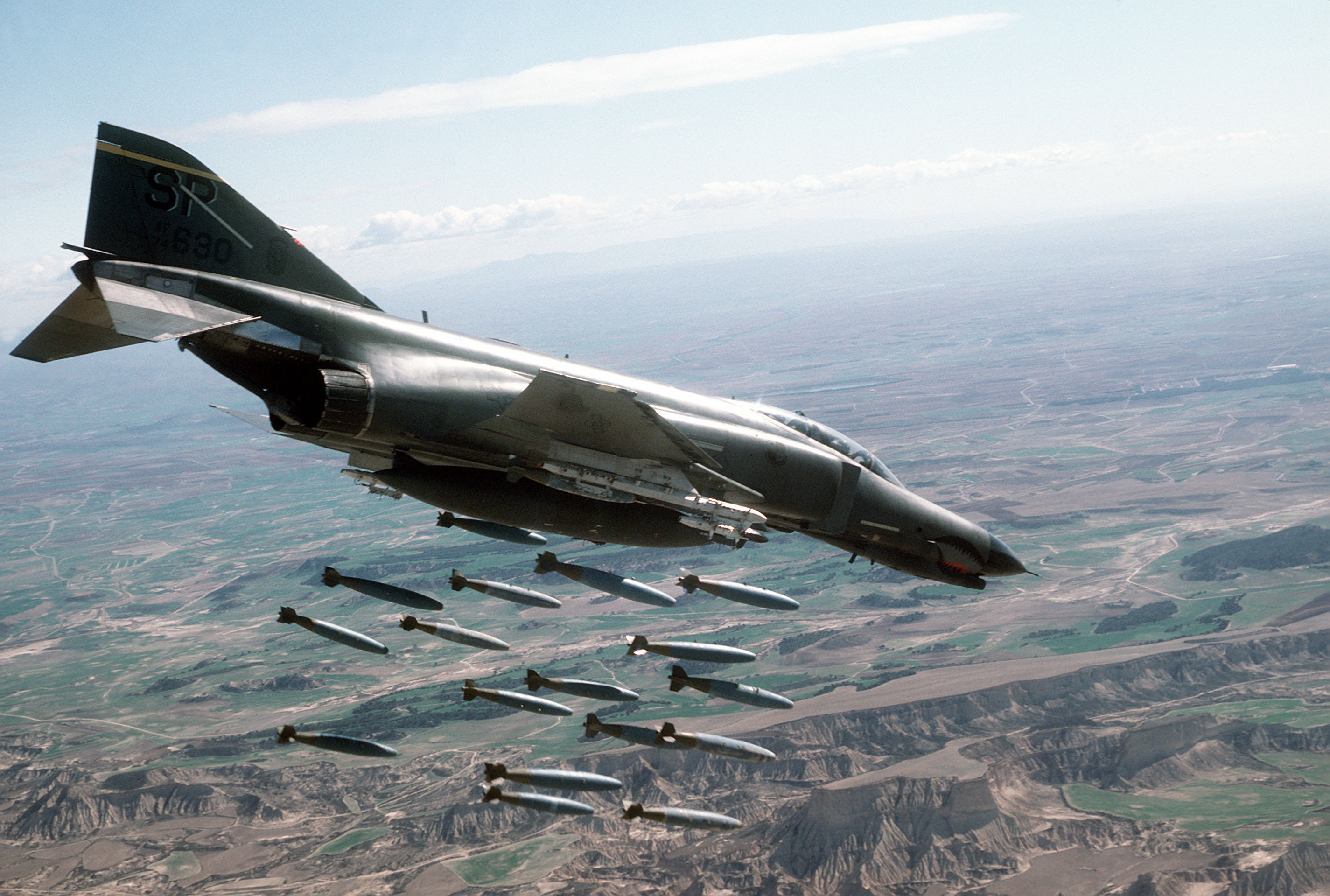
アメリカ空軍のF-4戦闘機による軍事演習（1986年）
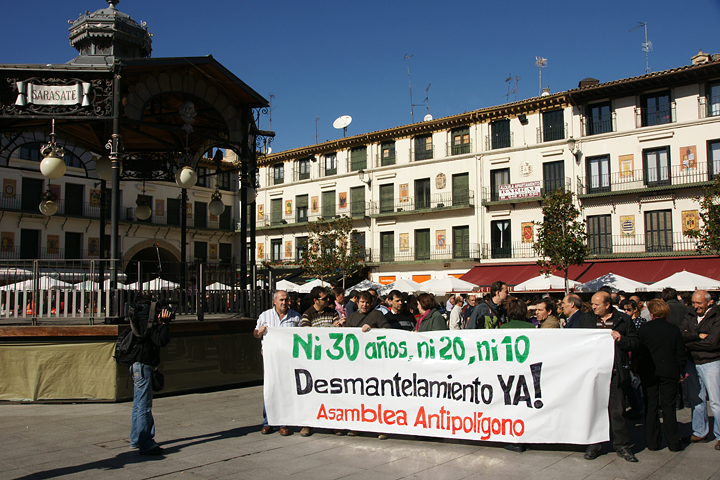
軍事演習への反対デモ（トゥデラ）